# TOR1A
TOR1A (англ. Torsin family 1 member A) – білок, який кодується однойменним геном, розташованим у людей на короткому плечі 9-ї хромосоми. Довжина поліпептидного ланцюга білка становить 332 амінокислот, а молекулярна маса — 37 809.
| 10         |  | 20         |  | 30         |  | 40         |  | 50         |
| ---------- |  | ---------- |  | ---------- |  | ---------- |  | ---------- |
| MKLGRAVLGL |  | LLLAPSVVQA |  | VEPISLGLAL |  | AGVLTGYIYP |  | RLYCLFAECC |
| GQKRSLSREA |  | LQKDLDDNLF |  | GQHLAKKIIL |  | NAVFGFINNP |  | KPKKPLTLSL |
| HGWTGTGKNF |  | VSKIIAENIY |  | EGGLNSDYVH |  | LFVATLHFPH |  | ASNITLYKDQ |
| LQLWIRGNVS |  | ACARSIFIFD |  | EMDKMHAGLI |  | DAIKPFLDYY |  | DLVDGVSYQK |
| AMFIFLSNAG |  | AERITDVALD |  | FWRSGKQRED |  | IKLKDIEHAL |  | SVSVFNNKNS |
| GFWHSSLIDR |  | NLIDYFVPFL |  | PLEYKHLKMC |  | IRVEMQSRGY |  | EIDEDIVSRV |
| AEEMTFFPKE |  | ERVFSDKGCK |  | TVFTKLDYYY |  | DD         |  |            |

A: Аланін

C: Цистеїн

D: Аспарагінова кислота

E: Глутамінова кислота

F: Фенілаланін

G: Гліцин

H: Гістидин

I: Ізолейцин

K: Лізин

L: Лейцин

M: Метіонін

N: Аспарагін

P: Пролін

Q: Глутамін

R: Аргінін

S: Серин

T: Треонін

V: Валін

W: Триптофан

Кодований геном білок за функціями належить до шаперонів, гідролаз. 
Задіяний у такому біологічному процесі, як альтернативний сплайсинг. 
Білок має сайт для зв'язування з АТФ, нуклеотидами. 
Локалізований у цитоплазмі, цитоскелеті, ядрі, мембрані, клітинних контактах, ендоплазматичному ретикулумі, клітинних відростках, цитоплазматичних везикулах, синапсах.